# TRPC5
短瞬態受體電位通道 5 (Short transient receptor potential channel 5, TrpC5 ) 又稱瞬態受體蛋白 5 ( TRP-5 ) ，是一種在人類中由TRPC5基因編碼的離子通道蛋白。    TrpC5 是哺乳動物瞬態受體電位離子通道TRPC家族的亞型。

## 功能
TrpC5 是七種哺乳動物TRPC （transient receptor potential canonical）蛋白中的一種。 TrpC5 是一種多次穿膜的膜蛋白，且被認為構成了受體活化型的非選擇性鈣離子通道。其單獨存在時即具有活性，但也能與TRPC1 、 TRPC3和TRPC4組成異質多聚體。此外，其也和多種蛋白質相互作用，包括鈣調蛋白(CaM)、 CABP1 、 enkurin 、Na +–H +交換調節因子 ( NHERF )、干擾素誘導的 GTP 結合蛋白 ( MX1 )、RNF24 、SEC14結構域和血影蛋白重複序列蛋白 1 ( SESTD1 )。 
TRPC4 和 TRPC5 與汞毒性和神經行為有關。  TRPC5於2021年被發現是牙齒冷感覺系统的組成部分。 
其還被發現参與如氯仿、氟烷和異丙酚等麻醉劑的作用。 

## 活化
同源多聚體 TRPC5 和異源多聚體 TRPC5- TRPC1通道被細胞外的硫氧還蛋白活化。 

## 交互作用
TRPC5 已被證明與STMN3 、  TRPC1 、  和TRPC4間有交互作用。 

## 延伸閱讀
- Beech DJ. . . Handbook of Experimental Pharmacology 179. 2007: 109–23. ISBN 978-3-540-34889-4. PMID 17217053. doi:10.1007/978-3-540-34891-7_6. |journal=被忽略 (帮助); |issue=被忽略 (帮助)
- Beech DJ. . Biochem. Soc. Trans. 2007, 35 (Pt 1): 101–4. PMID 17233612. doi:10.1042/BST0350101.

## 外部連接
- 醫學主題詞表（MeSH）：TRPC5+protein,+human